# Latebraria amphipyroides
Latebraria amphipyroides är en fjärilsart som beskrevs av Achille Guenée 1852. Latebraria amphipyroides ingår i släktet Latebraria och familjen nattflyn. Inga underarter finns listade i Catalogue of Life.